# Monuments du Mans
 (juin 2017).

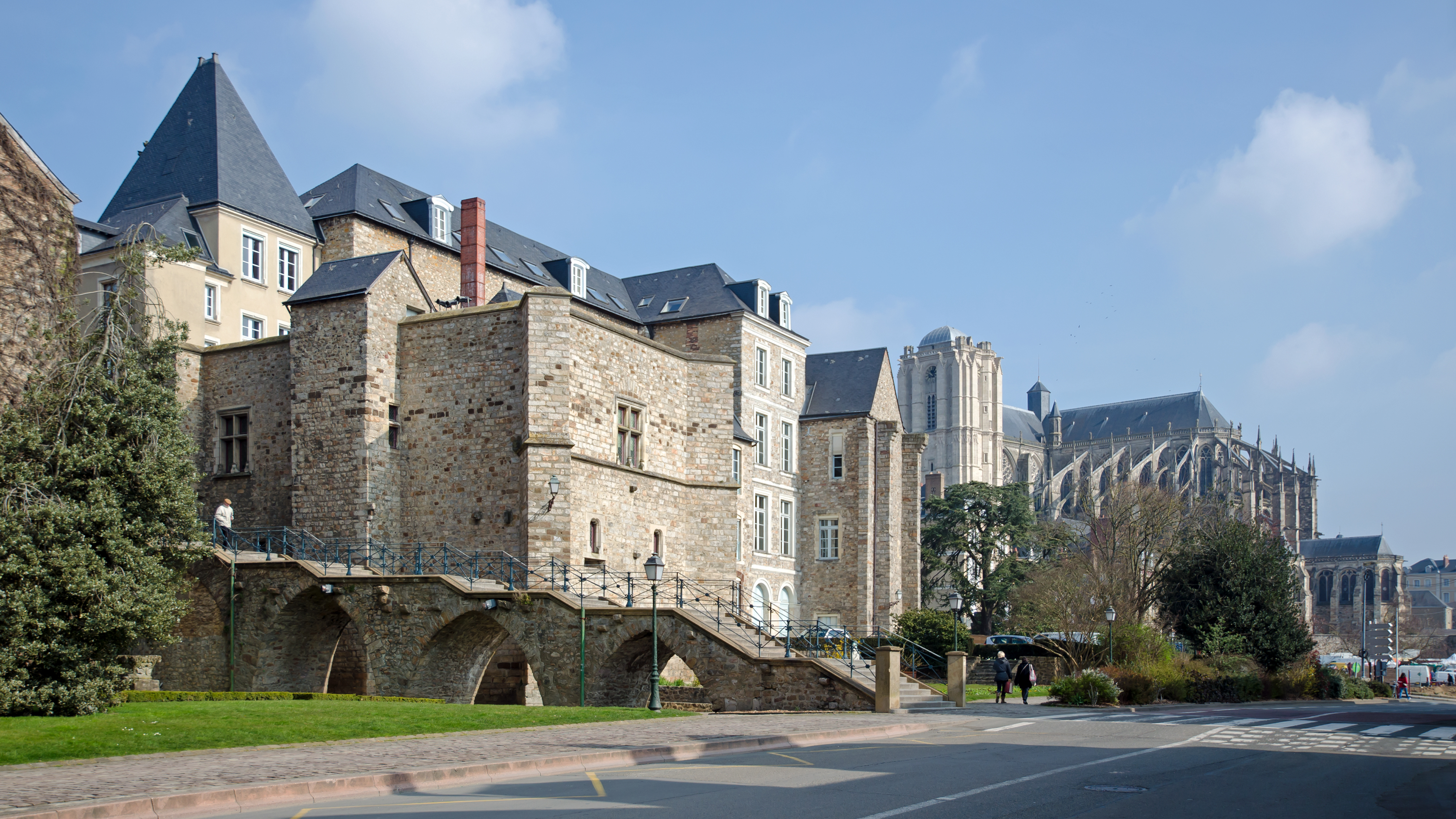
Palais des comtes du Maine (actuelle mairie du Mans), escalier des Ponts-Neufs et cathédrale Saint-Julien dans la cité Plantagenêt.

Le Mans, actuel chef-lieu de la Sarthe, accueille plusieurs monuments architecturaux. La ville possède le label Villes et Pays d'art et d'histoire attribué par le ministère de la Culture. Le monument le plus populaire reste la cité Plantagenêt. Les remparts et les tours de la vieille ville sont datés du IIIe siècle apr. J.-C.La cité est considérée avec Rome comme l'une des deux villes d'Europe les mieux conservées du Bas-Empire romain. D'autres monuments comme la cathédrale Saint-Julien, le palais du Grabatoire ou le palais des comtes du Maine se trouvent à l'intérieur de la vieille ville. La vieille cité offre une grande diversité d'hôtels particuliers et de maisons de maîtres, de la Renaissance jusqu'au XVIIIe siècle. 

## La cité Plantagenêt

### À l'origine de la ville
À l'intérieur de la muraille, dans ce quartier appelé «Vieux Mans», la plupart des maisons datent de la Renaissance. On peut citer notamment la maison d'Adam et Ève, les hôtels de Clairaulnay et de Vaux. Des événements s'y tiennent également, comme la Nuit des chimères se déroulant tous les étés. Le lieu sert également pour de nombreux tournages de films et téléfilms historiques. C'est dans cette partie de la ville que sont canalisés la majorité des édifices historiques importants, parmi lesquels un grand nombre d'édifices religieux et d'hôtels particuliers.

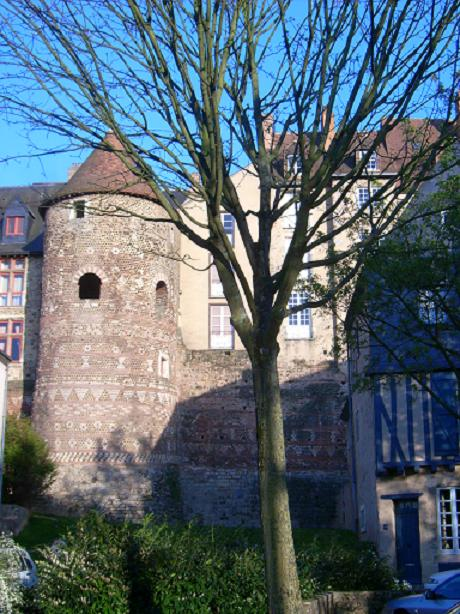
La tour du Vivier, muraille côté nord.

La vieille ville est entourée d'une enceinte romaine polychrome construite à la fin du IIIe siècle. Elle constitue un témoignage de l'architecture militaire du Bas-Empire en France. La ville appartient aux Villes et Pays d'art et d'histoire faisant partie des villes rouges. Cela provient de la couleur des matériaux utilisées aux IIe et IIIe siècles par certaines tribus pour bâtir les murs d'enceinte des cités.

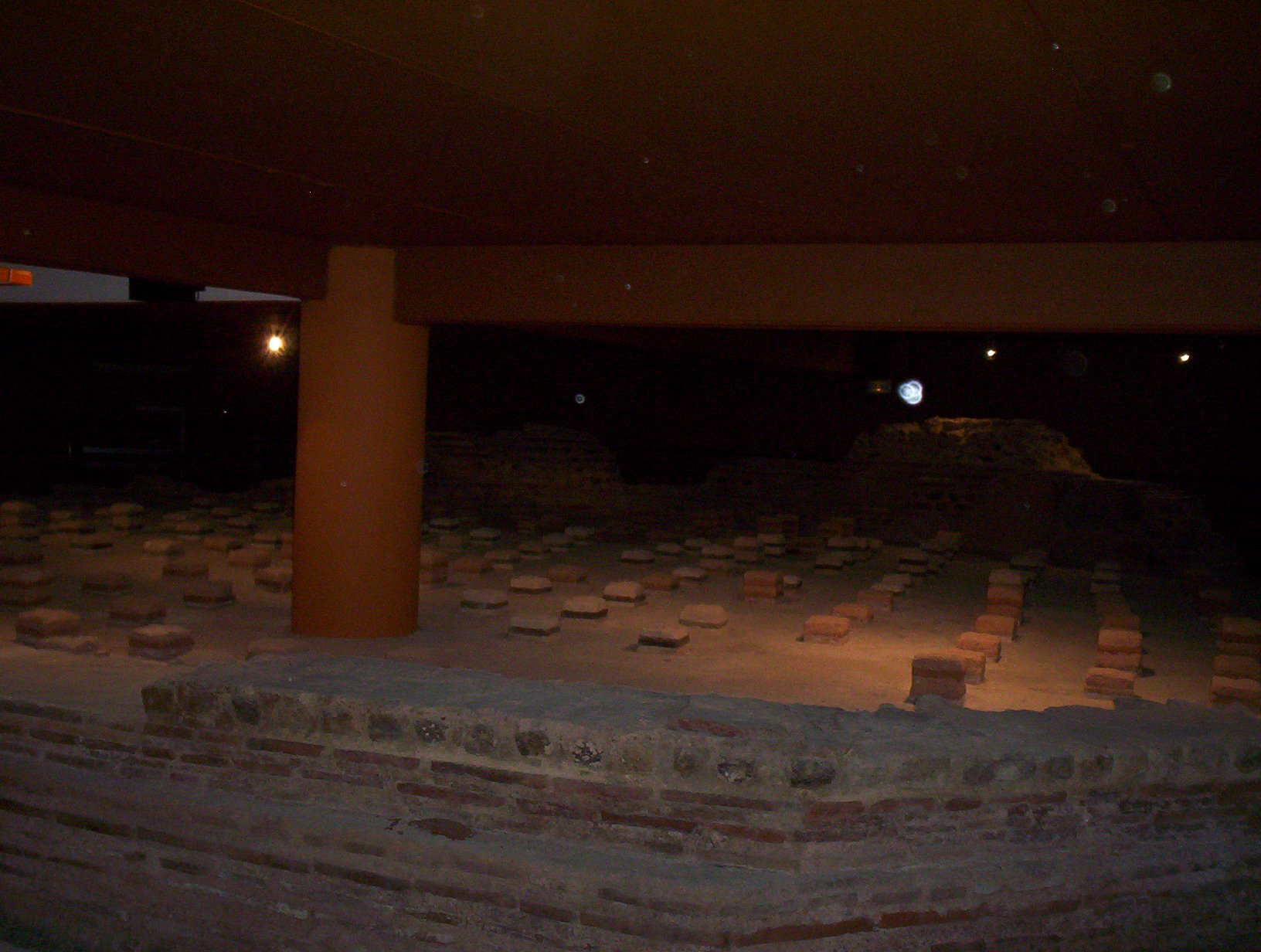
Vestiges des thermes de Vindunum.

Les thermes de Vindunum sont aujourd'hui enfouis sous l'école des beaux-arts du Mans, au sud-ouest du mur d'enceinte. Plusieurs salles d'exposition souterraines permettent de redécouvrir le monument dans les meilleures conditions. Pour autant, peu de vestiges ont pu être mis au jour, notamment à cause de l'urbanisation environnante. Les thermes furent découverts par hasard en 1980, lors de travaux d'aménagement.
De Vindunum subsistent également plusieurs domus, dont la plus visible est celle des Halles. Le forum est situé sous la cathédrale, au point le plus haut de la colline du Vieux-Mans ; ses vestiges ne sont pas visibles. Il en est de même pour l'amphithéâtre dit « arènes du Mans », situé au sud-est de la place des Jacobins, sous des constructions postérieures. Au début des années 1990, on parlait d'un édifice modeste d'environ 7 000 places, mais les recherches de Didier Travier en 2007 font état d'un édifice aux dimensions supérieures à celles des arènes de Nîmes,.

### Le patrimoine religieux et administratif

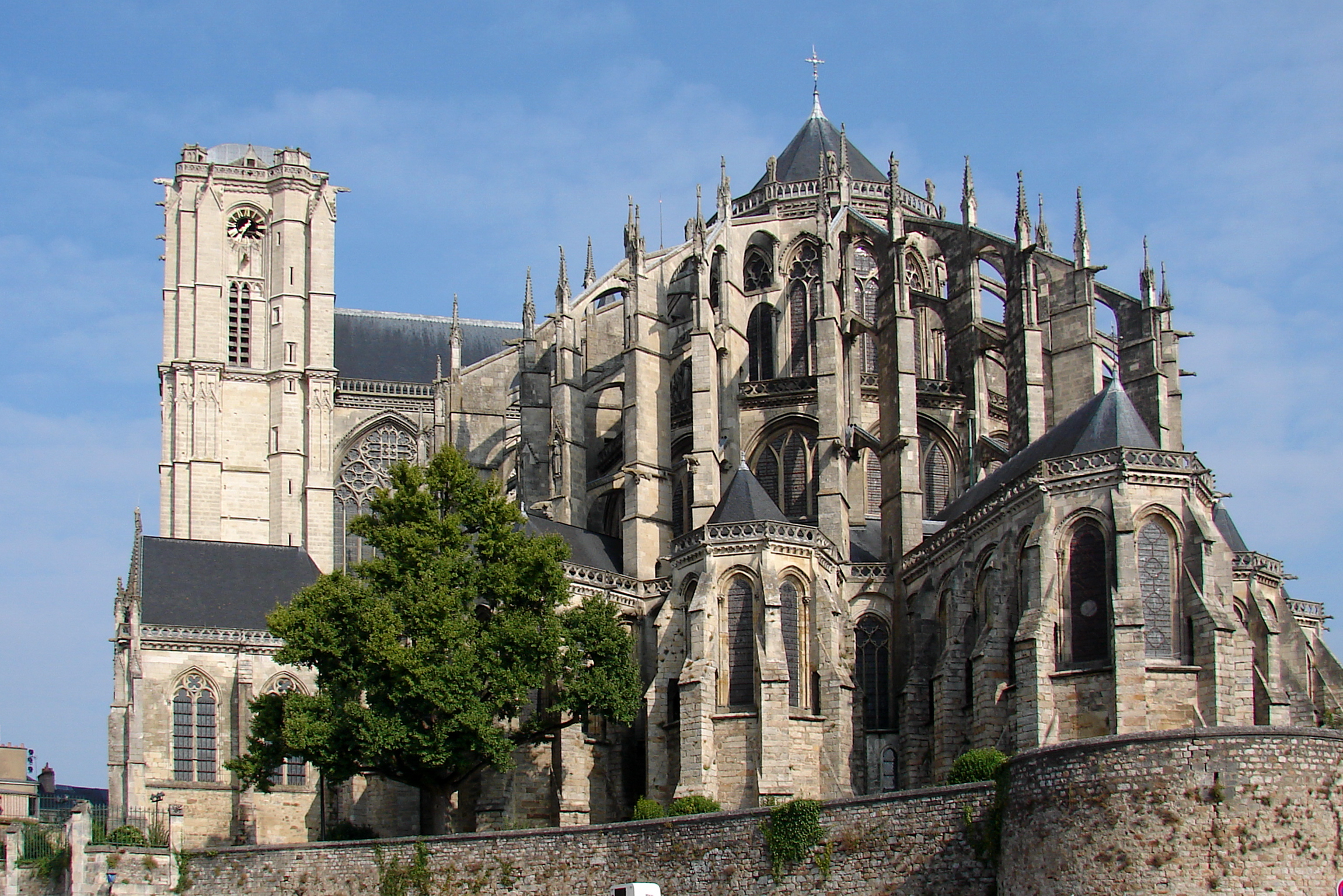
La cathédrale du Mans.

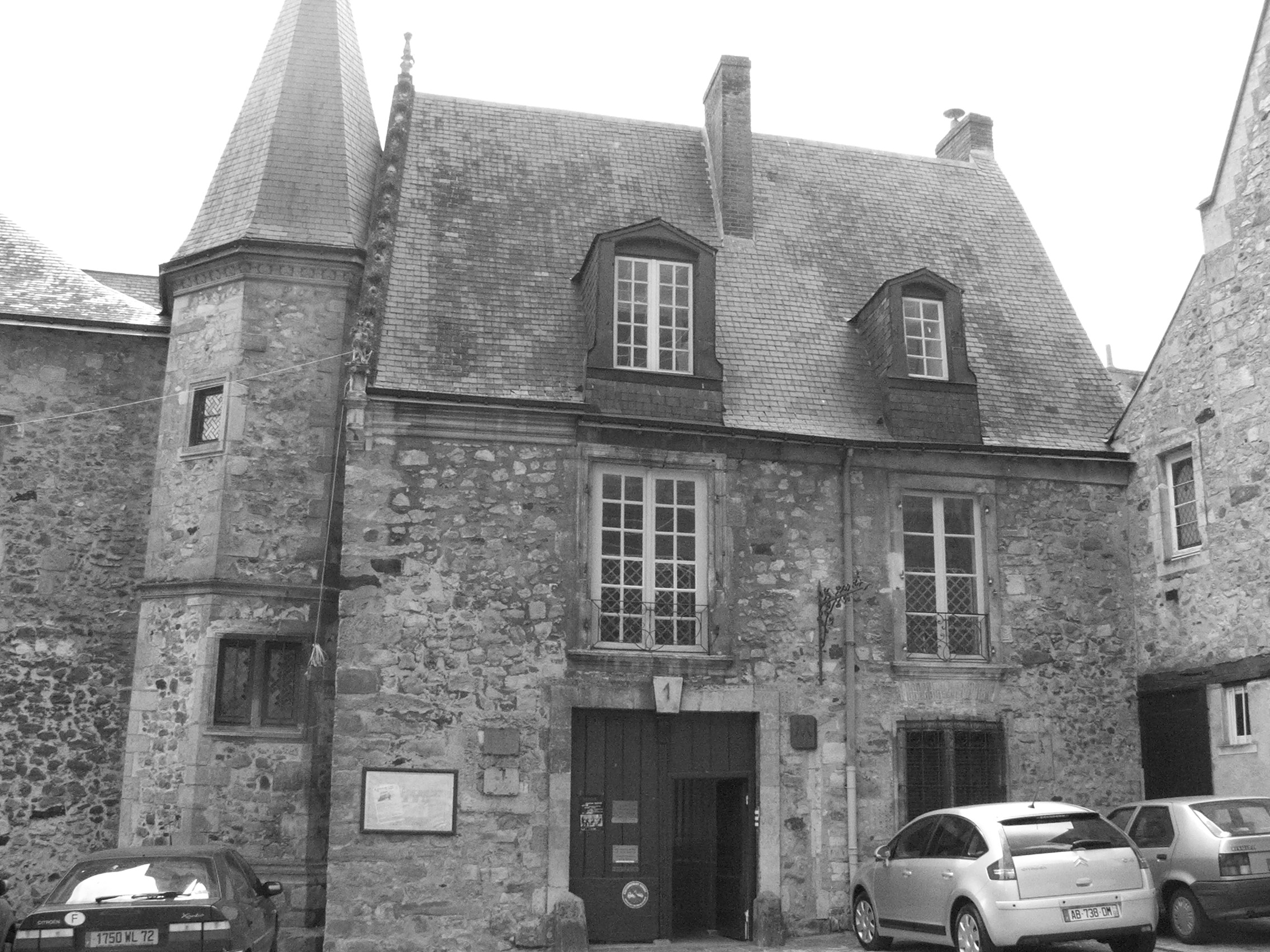
La maison de Scarron.

La cathédrale Saint-Julien, qui combine l'art roman — pour la nef — et l'art gothique — pour le chœur et l'abside — possède un chevet gothique haut de 33 m. Elle a été construite entre le XIe et le XVe siècle. Les vitraux sont pour la plupart du XIIIe siècle. 

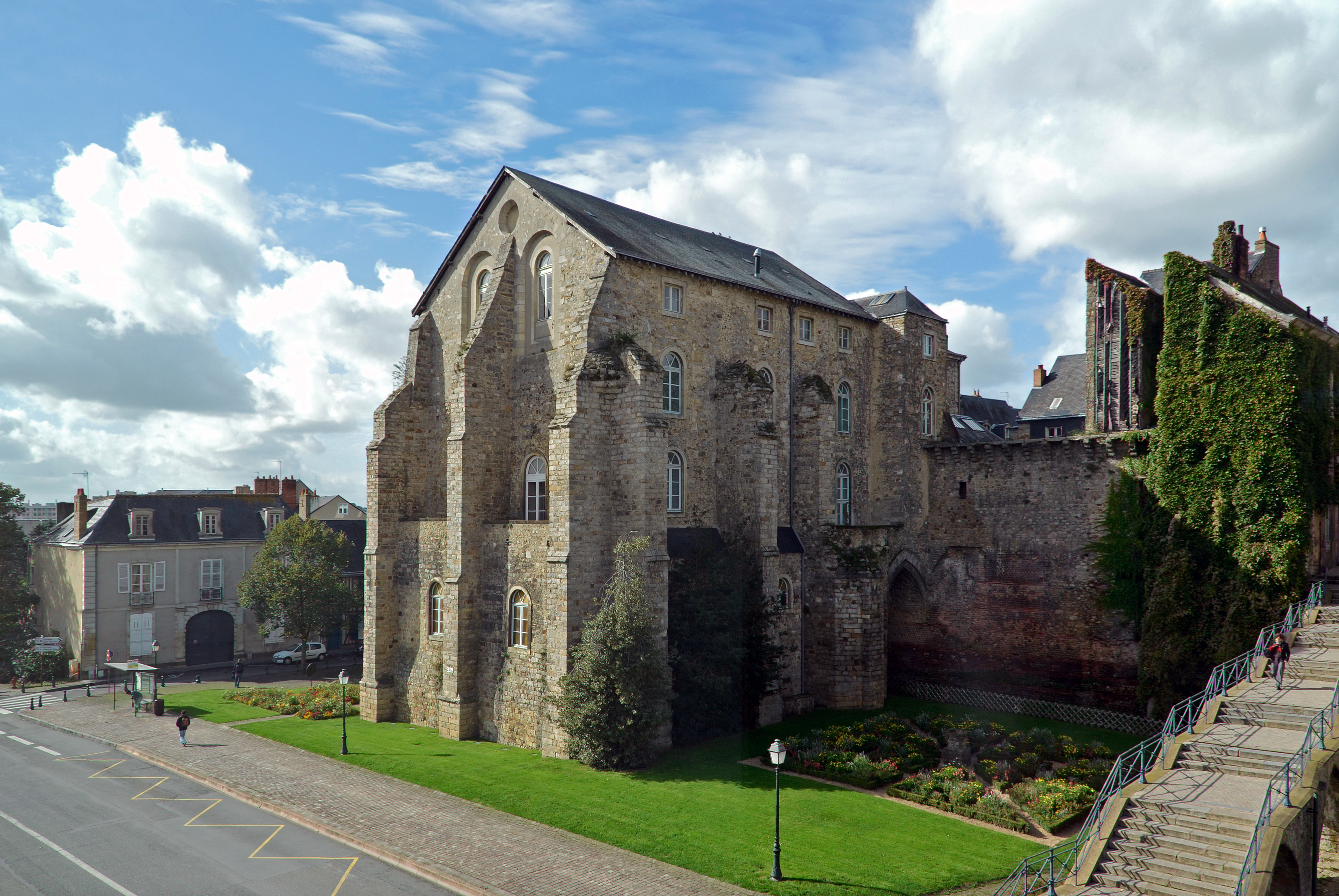
La collégiale Saint-Pierre, la cour.

La collégiale Saint-Pierre-La-Cour est d'abord une église édifiée intra muros au Xe siècle, à la suite des invasions normandes du IXe siècle. Elle est rebâtie par Henri II Plantagenêt en 1175 avant qu'elle ne soit de nouveau agrandie en 1267 avec le soutien de Charles III d'Anjou. Elle borde l'ouest de la muraille gallo-romaine, tout près des jardins de Scarron. Il s'agit de l'ancienne chapelle seigneuriale des comtes du Maine. La partie visible aujourd'hui n'est en fait que la partie inférieure d'une double église superposée. Subsistent aujourd'hui deux nefs à six travées coiffées de voûtes sur croisées d'ogives. De 1900 à 1939, son sous-sol fut transformé en musée archéologique. Délaissée pendant la guerre, elle sert d'entrepôt aux réserves des musées du Mans jusqu'en 1977. Puis, elle est remise en état dans les mêmes temps que l'abbaye de l'Épau. Elle est aujourd'hui un lieu d'expositions et de représentations musicales.

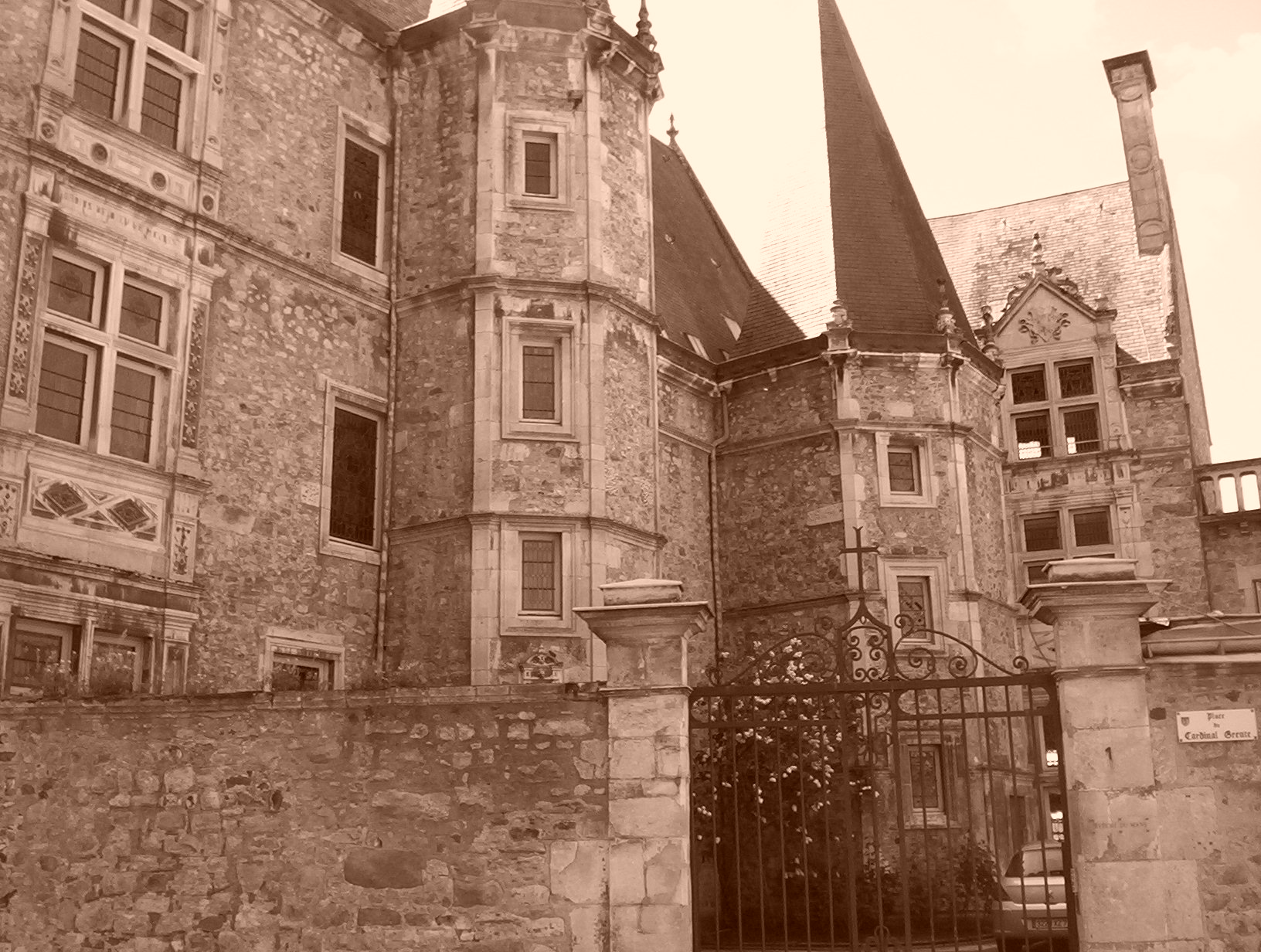
Le palais du Grabatoire

Le palais du Grabatoire est une demeure canoniale bâtie entre 1538 et 1542 par Jean de Courthardy, évêque du Mans, en accord avec les membres du Chapitre de la ville. L'architecte du bâtiment fut Simon Hayneufve. En 1585, la ville réussit à reprendre l'édifice en en devenant locataire attitré auprès du Chapitre. Y résident désormais les gouverneurs de la province du Maine. En 1612, Le maréchal de Lavardin alias Jean de Beaumanoir, y reçoit le jeune Louis XIII. Le gouverneur y soigne la régente, Marie de Médicis, tombée malade durant le voyage. L'édifice sera revendu comme bien national à la Révolution, puis récupéré rapidement par l'évêché du Mans. Les rénovations de 1906 et 1907 ont achevé l'édifice qui n'avait jamais été fini faute d'argent. Sans posséder de monuments architecturaux monumentaux, ce bâtiment est conçu comme une réplique d'un bout de quartier urbain de l'époque François Ier.
 La Maison de Scarron est située au 1 de la place Saint-Michel. Il s'agit du premier édifice visible, en même temps que la cathédrale, en haut des marches de l'escalier du jet d'eau en arrivant dans le Vieux-Mans. La maison est bâtie sur des fondations du XIIe siècle, la crypte Saint-Michel datant de cette période et de style Plantagenêt est conservé en état remarquable. Paul Scarron, alors chanoine commendataire de la cathédrale y vécut de 1633 à 1646.

### Les hôtels particuliers

#### Renaissance
Cette section ne s'appuie pas, ou pas assez, sur des sources secondaires ou tertiaires indépendantes du sujet. Le texte peut contenir des analyses inexactes ou inédites de sources primaires.
Pour l'améliorer, ajoutez-en, ou placez des modèles {{Source secondaire souhaitée}} ou {{Source secondaire nécessaire}} sur les passages mal sourcés. (septembre 2024)
 La maison de la reine Bérengère, qui a abrité le musée de la Reine Bérengère. Celui-ci regroupait des œuvres sur l'histoire sarthoise et sur la vie mancelle. Malgré son nom, la femme de Richard Cœur-de-Lion ne vécut jamais dans cette maison. Son constructeur fut Jean Véron, parent du fameux économiste Véron de Forbonnais. Gérant du grenier à sel, Jean Véron fit bâtir la maison à la fin du XVe siècle. Le rez-de-chaussée fut entièrement refait au XIXe siècle. Jean Véron fut l'un de ces bourgeois qui ont permis aux villes de se développer après la guerre de Cent Ans. Il a ainsi participé au renouvellement du parc foncier urbain de la fin du XVe siècle. La maison dite de la reine Bérengère est entièrement en bois, les éléments du colombage sont moulurés et ornés de sculptures, de colonnettes et d'écailles. On retrouve souvent comme emblèmes, ceux du porc-épic et de la fleur-de-lys, symbole de l'allégeance aux Valois. Le premier étage regroupe les pièces nobles de l'habitat, cela est marqué même de l'extérieur avec un riche décor sur la façade. Il s'agit là d'une marque du rang social du personnage qui a fait construire et qui habite la maison.

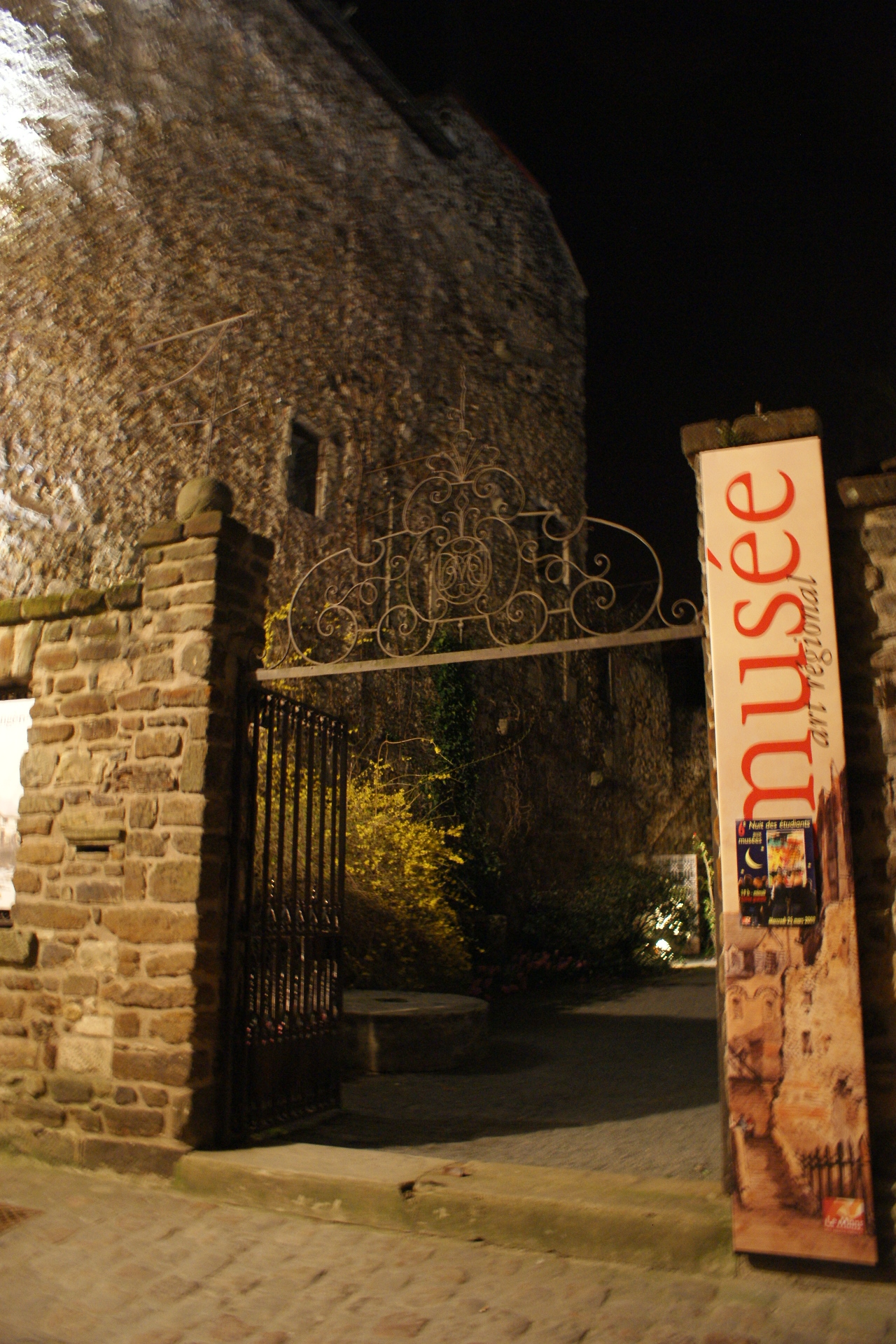
La maison de la reine Bérengère.

La maison d'Adam et Eve fut construite par le médecin Jean Delespine en 1520. Son nom provient du petit ornement situé au-dessus de la porte d'entrée. Le premier étage est chargé de pilastres massifs. À noter que la maison a été modifiée selon les goûts des propriétaires d'époques postérieures, notamment en ce qui est de la façade. La maison est située au bout de la grande rue de la cité Plantagenêt.
La maison des deux amis est située rue de la reine Bérengère, non loin de la cathédrale. Elle fut édifiée au début du XVe siècle par un riche marchand manceau du nom de Jean Bernay. Elle présente une double façade malgré le fait que le riche propriétaire y vivait seul. La maison est entièrement en bois, mais la cour intérieure abrite un escalier de pierre permettant d'accéder aux différents niveaux. La maison n'est pas l'ensemble de l'habitat. Derrière la cour se trouvent deux autres maisons adjacentes qui formaient avec la demeure principale, un ensemble cohérent. Les deux maisons situées en arrière de la maison, donnant sur l'actuelle rue des Chanoines, étaient avant tout destinées à être louées. Cependant, les deux maisons sont réalisées en pierre à l'inverse de la demeure des deux amis, réalisée en bois. À l'époque, le coût de la pierre était élevé, surtout celui du transport, cela marquait la richesse du propriétaire.
 La maison du pilier rouge fut construite durant le XVe siècle. Les poteaux qui la soutiennent ont été implantés sur un sol de pierre, fait pour l'occasion. Cela permettait de les protéger de l'humidité. La culture populaire mancelle veut que cette demeure fut celle attitrée au bourreau du Mans durant des années. La marque en serait le fameux pilier rouge qui soutient la demeure sur sa façade nord. Il s'agirait là du sang de ses victimes qui se serait écoulé sur le bois et qui l'aurait coloré. Il n'en est rien. Une confusion est arrivée avec la famille des chirurgiens Goutard, habitant la demeure au XVIIIe siècle seulement.

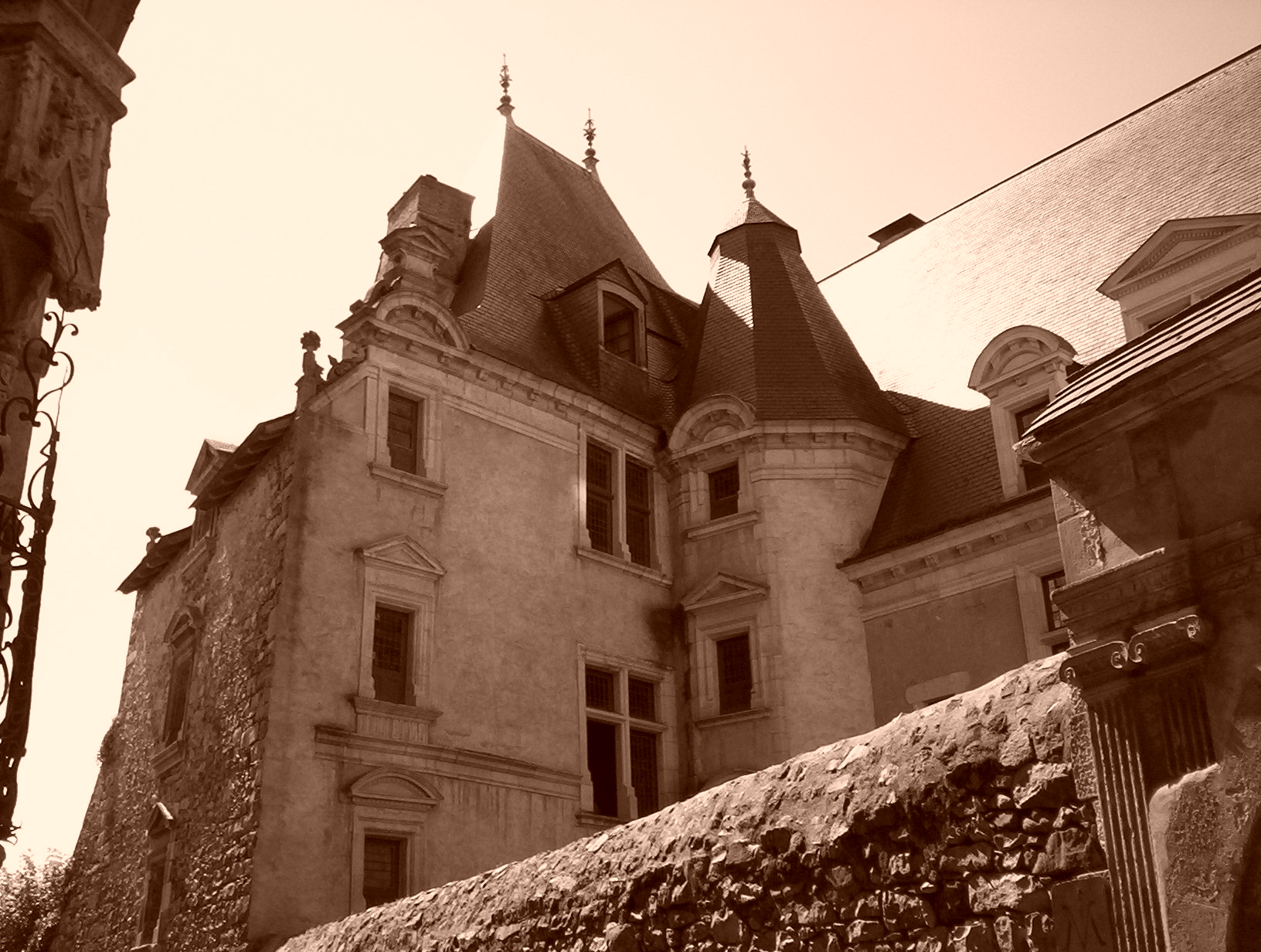
L'hôtel de Vaux.

L'hôtel de Vaux est l'une des rares demeures appuyées sur la muraille de la vieille ville. Il fut reconstruit au XVIe siècle sur des fondations estimées du XIVe siècle. Le peintre manceau Jules-Alfred Hervé Mathe vécut et peint dans le bâtiment.

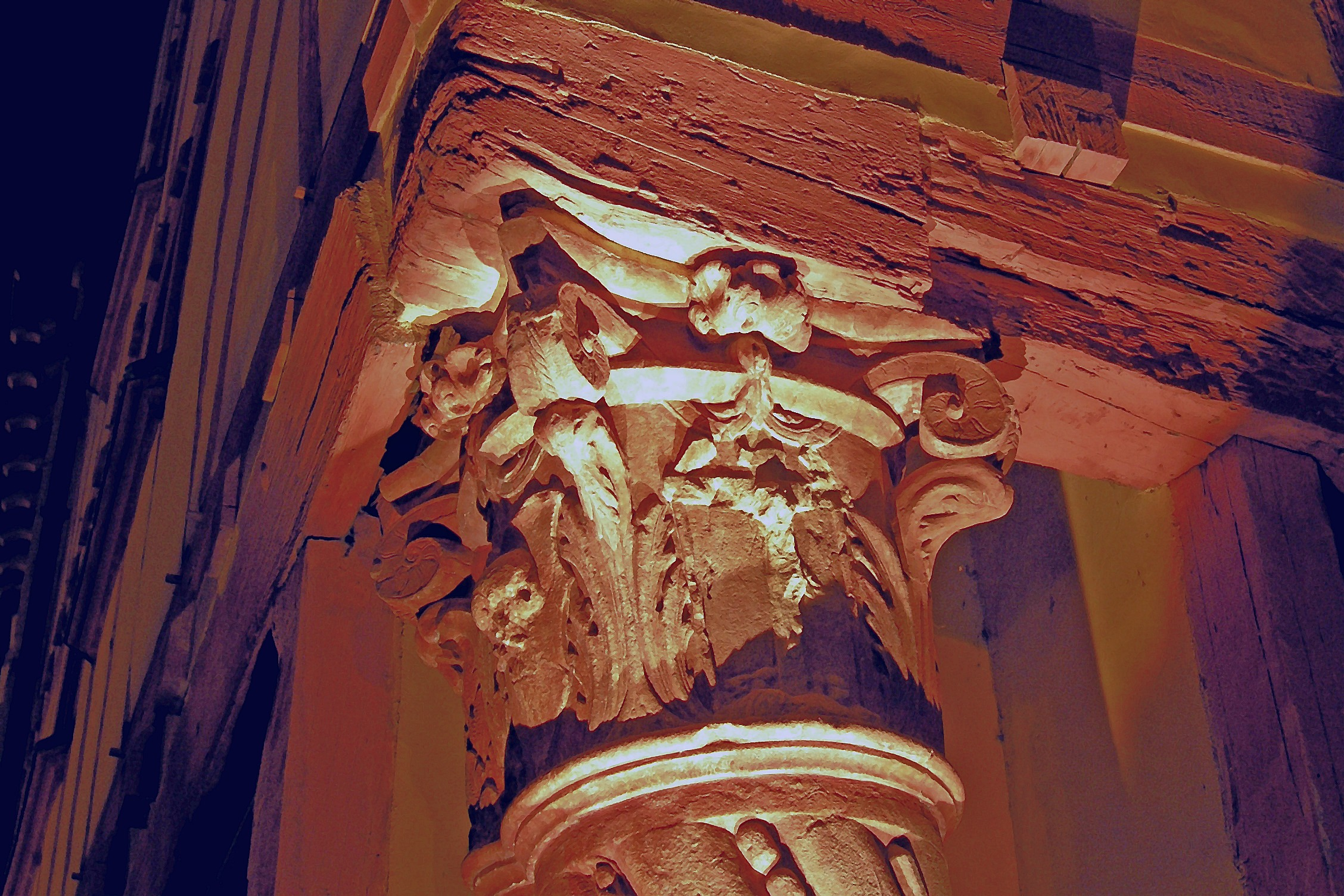
Vue sur le haut du pilier rouge.

L'hôtel Aubert de Clairaulnay est un édifice datant de la Première Renaissance du Mans. L'hôtel  Amellon de Saint-Cher expose quant à lui, une cuisine d'époque, datant du XVIIIe siècle.
L'hôtel Legras du Luart est orné d'un portail datant de la fin du XVIe siècle. Il est daté précisément de 1595. Le logis à l'intérieur même date du Moyen Âge. Les ouvertures au sud de l'édifice datent du milieu du XVIe siècle. Au nord, les fenêtres médiévales ont été remaniées, vraisemblablement vers la fin du XVIe siècle. Un bâtiment fut ajouté au XVIIIe siècle à la place de maisons médiévales. Il forme aujourd'hui une cour donnant sur la Grande rue.
 L'hôtel Denisot est le lieu où vécut le poète de la Pléiade Nicolas Denisot. Il fut bâti au XVe siècle et possède en son sein une tour de la vieille cité : la tour Saint-Hilaire.
 L'hôtel du Vignolles se situe juste en face de l'hôtel de ville sur la place Saint-Pierre. Il est surnommé Le petit Louvre en raison de ses fenêtres, surmontées d'un fronton triangulaire sur volutes. L'hôtel fut bâti au XVIe siècle. Il devint la demeure du chef protestant lorsque ceux-ci s'emparèrent de la ville en 1562. Le bâtiment répond à l'équilibre parfait voulu par Jean du Cerceau. Les matériaux sont parfaitement ordonnés, le rez-de-chaussée est entièrement fait en grès roussard, le premier étage en calcaire, tandis que le haut est en tuffeau. La volonté était que plus on montait dans l'habitation, plus la pierre était tendre.
L'hôtel de Sceaux fut construit au milieu du XVIe siècle par un chanoine du nom de Jean Perot, ami de l'humaniste Jacques Peletier. L'hôtel est situé au centre d'une grande masse parcellaire, en retrait de la voie publique. Des maisons permettaient autrefois à l'hôtel d'être à l'abri de la circulation et du passage. Deux grandes allées permettaient d'accéder à la cour, l'une donnant sur la grande rue, l'autre sur la rue Pierre de Tucé. Le retrait par rapport au passage est une marque de différenciation sociale. Cet hôtel est vu comme l'inverse de la maison de la reine Bérengère, c'est-à-dire une demeure dont la richesse est très exposée. La façade de l'hôtel est organisée suivant des lignes horizontales et verticales. L'ordre ionique est majoritairement présent au rez-de-chaussée avec une idée de support pour les étages. Les étages sont marqués par l'ordre corinthien avec des sculptures fines et délicates. À gauche de la façade de l'édifice, un pavillon non-construit devait être prévu. Le décor de la façade est ainsi brusquement stoppé. Il s'agit d'une des premières demeures de la ville avec une façade bien ordonnée.

#### XVIIe–XVIIIesiècle
L'hôtel des Ursulines dont il ne subsiste qu'un pan de maison tient son nom de l'ancienne petite école pour filles bâtie ici. Il s'agit de l'unique bâtiment rescapé des destructions entamées lors de la révolution. Il est communément daté du XVIIe siècle, Robert Triger pense que la partie conservée est la première occupée par les Ursulines entre 1621 et 1624. L'édifice fut rénové en 1988. Une grande verrière colorée due aux architectes Delaroux et Lorgeoux y fut annexée. Aujourd'hui, l'hôtel est le siège de l'office de tourisme du Mans.
 La chapelle de l'Oratoire fut élevée en 1683 à côté du collège de l'Oratoire. Elle fait aujourd'hui partie de l'ensemble scolaire Montesquieu. Elle fut rénovée en 2007 afin de pouvoir accueillir des manifestations culturelles diverses.
 L'hôtel Nepveu de Rouillon date du XVIIIe siècle. Il présente une architecture différente de la plupart des autres bâtiments de la vieille ville. L'édifice est actuellement la résidence urbaine des Compagnons du devoir, considérés comme des artisans héritiers des bâtisseurs du Moyen Âge.
 L'hôtel Jousset des Berries, aujourd'hui situé entre les rues Lionel-Royer et Delagénière dans le quartier Bellevue, fut édifié à mi-pente pour faire face à la Sarthe. Il fut construit en 1747 par Charles-Pierre Jousset des Berries. Ce maître teinturier fut conseiller du roi dès 1760 et mourut en 1773. Il laissa cet édifice à la ville, qui, après être passé de mains en mains fut enfin classé monument historique puis restauré en 1987.

## Monuments religieux hors les murs
Cette section ne s'appuie pas, ou pas assez, sur des sources secondaires ou tertiaires indépendantes du sujet. Le texte peut contenir des analyses inexactes ou inédites de sources primaires.
Pour l'améliorer, ajoutez-en, ou placez des modèles {{Source secondaire souhaitée}} ou {{Source secondaire nécessaire}} sur les passages mal sourcés. (septembre 2024)
 Au sortir du Moyen Âge, la ville s'est dotée de plusieurs abbayes et cloîtres. Parmi ceux toujours visibles aujourd'hui, on peut noter l'abbaye Saint-Vincent, construite en 572. L'édifice est aujourd'hui intégré au lycée Bellevue. Jusqu'en 1789, le lieu abrite une bibliothèque importante pour la ville. Après cela, il est vendu comme bien national. Le complexe du lycée est créé en 1968 après avoir été un internat depuis 1954. L'abbaye ne sera entièrement rénovée qu'en 1990.

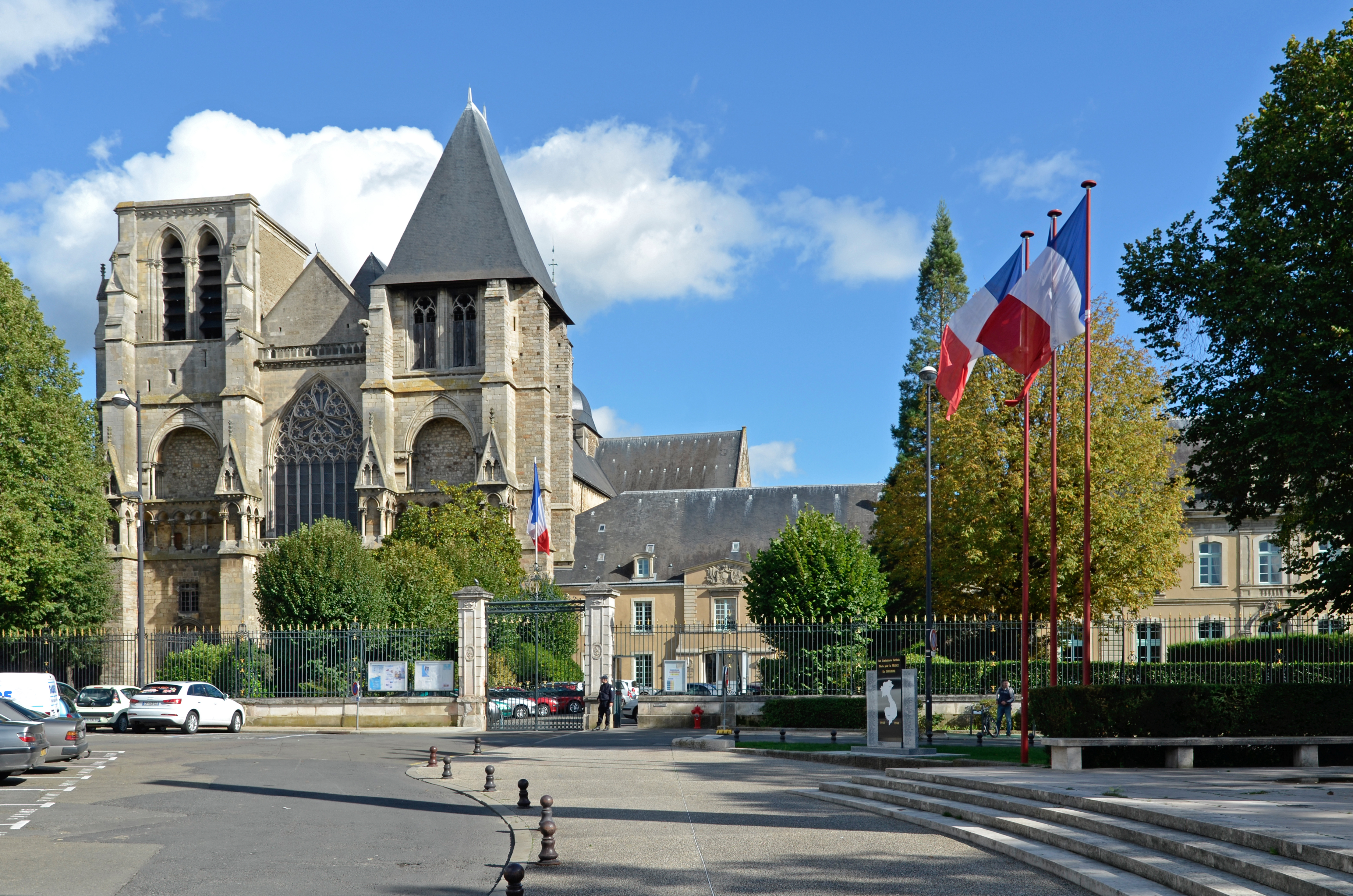
La couture et son Abbaye.

Le patrimoine religieux est le plus important dans la ville. L'église Notre-Dame de la Couture (romane avec façade gothique et voûte angevine) est un exemple. Cet édifice est d'un style proche de celui de la cathédrale d'Angers. Une ancienne abbaye qui lui est contiguë abrite aujourd'hui la préfecture de la Sarthe. Ses bâtiments constituent un remarquable ensemble du XVIIe siècle comprenant un très bel escalier. L'ancien hôpital de Coëffort (gothique) ou Notre-Dame-du-Pré (romane) sont également des édifices proches du centre-ville et possédant des architectures typiques.

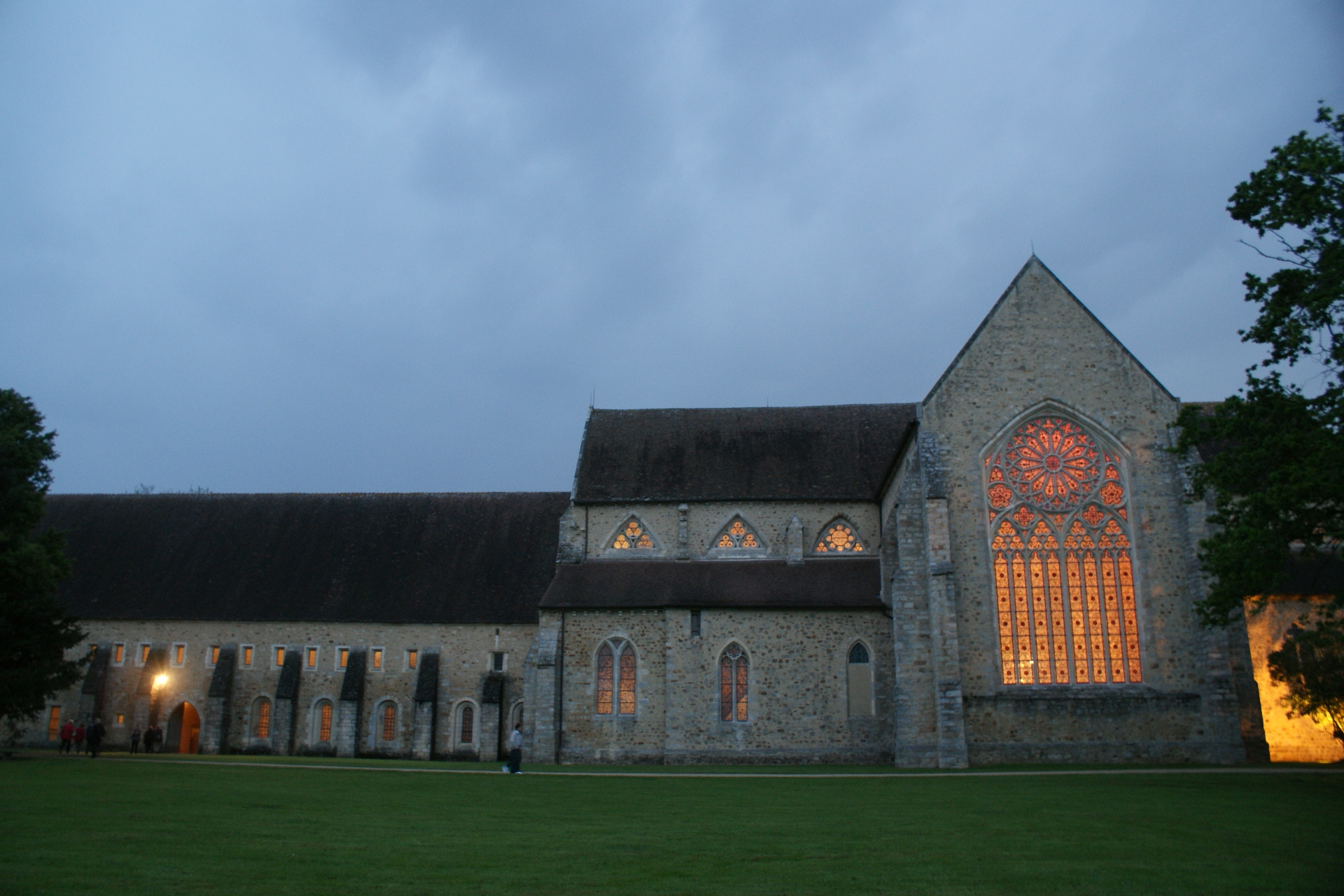
L'abbaye de l'Épau, aux portes du Mans

L'abbaye de l'Épau est une ancienne abbaye cistercienne fondée par la reine Bérengère de Navarre en l'an 1229. Elle fut incendiée de nombreuses fois depuis le Moyen Âge jusqu'à la révolution où elle finit par servir de grange. Le gisant de la reine Bérengère se trouve aujourd'hui dans la salle capitulaire. L'abbaye fut abandonnée pendant de nombreuses années à différents propriétaires s'en servant pour toutes sortes de choses. Elle finit par être rachetée par le conseil départemental en 1958. L'abbaye est aujourd'hui visitable et accueille toutes sortes d'événements culturels comme le Festival national de musique classique de l'Épau. L'édifice se situe à 4 kilomètres à l'Est du Mans, sur la rive gauche de l'Huisne, à la jonction du territoire de la commune d'Yvré-l'Évêque.
La chapelle de la Visitation située sur la place de la République est l'un des rares bâtiments de style Régence présent dans la ville. Il a été restauré à l'extérieur durant l'année 2007-2008. L'église fut fondée en 1723 tout en dépendant à son origine de l'ancien couvent des Visitandines. Au XXe siècle, on ajouta de grandes colonnes à la façade afin d'en faire un palais de justice. La grande lanterne visible de l'extérieur est une sorte de grand casque abritant une quinzaine de petites cloches.

### Voirie et places historiques

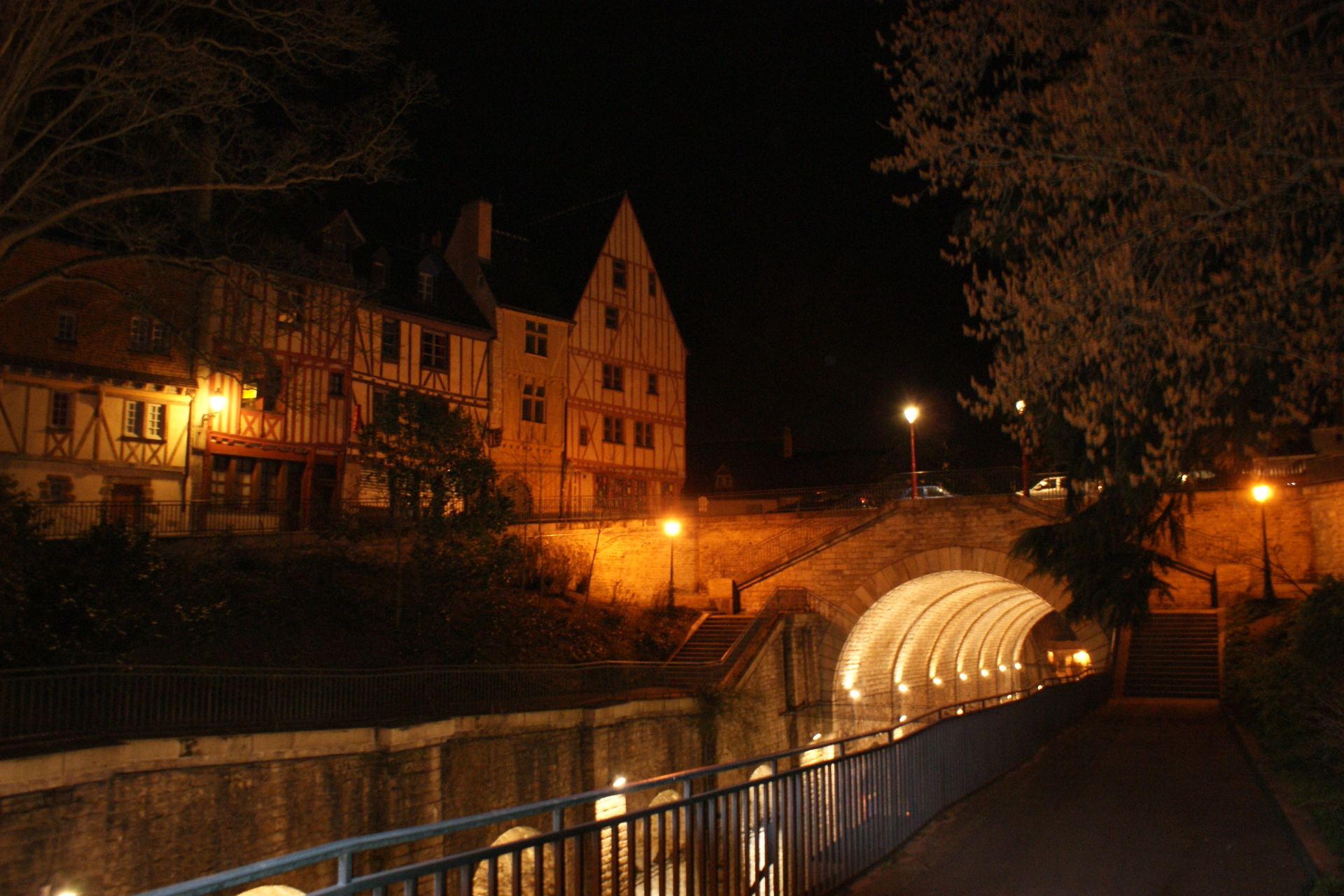
Le tunnel du Mans et quelques maisons de la vieille cité de nuit.

Le tunnel du Mans est une grande tranchée percée au centre de la colline du Vieux Mans. Ce tunnel fut créé en 1873 par Eugène Caillaux. Il fut longtemps une voie d'emprunt pour les tramways et les piétons avant de devenir un axe routier dans la deuxième moitié du XXe siècle. Son arrivée en ville a révolutionné la vie des usagers. Alors qu'il fallait autrefois faire tout le tour du quartier historique pour aller de l'autre côté, ou encore le traverser dans son entier avec les nombreux escaliers qu'il contient, cet édifice permit une traversée plus simple et moins fatigante.
Bien qu'il ait été construit au XIe siècle, Le pont des Vendéens fut tristement célèbre pour avoir été sabordé au moment de la guerre de Vendée. Les troupes mancelles de la garde républicaine firent elles-mêmes sauter ce pont en pierre, réputé solide de par sa fabrication massive et maçonnée. Cela permit aux Manceaux de s'organiser avant l'arrivée de Vendéens et cela eut son importance, vu qu'ils subirent une défaite historique au cœur de la ville. Les vestiges du pont sont aujourd'hui au cœur du quartier de Pontlieue, au sud de la ville. Visibles depuis le nouveau pont de Pontlieue, ils sont accessibles via la promenade Newton sur les bords de l'Huisne.
La place de la République est l'une des deux plus importantes places du centre-ville du Mans. Elle est célèbre, tout comme le pont des Vendéens, pour avoir été le théâtre des affrontements entre Vendéens et républicains lors de la première bataille du Mans. Une grande bataille s'y déroula, ce fut notamment la déroute des Chouans. Une scène fut immortalisée par le tableau de Jean Sorieul. Sur cette toile, l'on pouvait voir les anciennes halles de la place, encore en bois. En 1884, son ancien nom de « place des Halles » est remplacé par celui de place de la République. La place fut également connue pour être le lieu des exécutions publiques.
La place des Jacobins est un lieu d'histoire très ancien de la ville. Pour preuve, plusieurs domus furent retrouvées au sud de la place. Au Moyen Âge, le lieu sert d'enceinte pour les représentations de mystères et de miracles. Des représentations comme Le Miracle de Théophile y sont jouées. Mais la place deviendra historiquement importante pour différents événements ultérieurs. D'abord, lors de la première Bataille du Mans, nombre de combattants Vendéens tombent sur la place. Ils seront enterrés sous les quinconces. Ces corps seront définitivement mis au jour et rapatriés vers la Vendée lors de fouilles archéologiques au début de l'année 2009. Plus tard, la place deviendra un symbole populaire avec l'organisation des fêtes nationales et des défilés militaires. Les troupes militaires anglaises s'organisent à l'automne 1914 pour défendre la ville. Lors de la Seconde Guerre mondiale, les  Allemands paradent sur la place après la prise de la ville ; puis à la libération, c'est au tour des militaires américains et des tirailleurs de défiler sur la place. Le général de Gaulle s'adressera aux Manceaux depuis le grand balcon du théâtre aujourd’hui disparu, le 22 août 1944.

## Architecture civile duXIXesiècle
L'hôpital Etoc-Demazy voit le jour en 1834. Il est censé permettre aux aliénés d'être gardés ailleurs qu'à l'hospice des prisons du Mans. Hippolyte Lebas conçoit les plans en 1818 et la construction est lancée deux ans plus tard. Le lieu choisi pour l'implanter est celui d'un ancien hôpital pour contagieux fondé en 1584. C'est le docteur Gustave Etoc qui est nommé premier directeur de l'établissement, il donnera son patronyme à l'hôpital. L'édifice, toujours en activité, est composé de 8 corps de bâtiments. Son architecture originale suivait à la base les concepts du spécialiste toulousain Jean-Étienne Esquirol. L'édifice a reçu l'appellation monument historique en 2001 surtout grâce à sa chapelle, son élévation ou sa conciergerie. L'aile dite des agités et l'amphithéâtre de dissection ont conservé leur disposition d'origine.

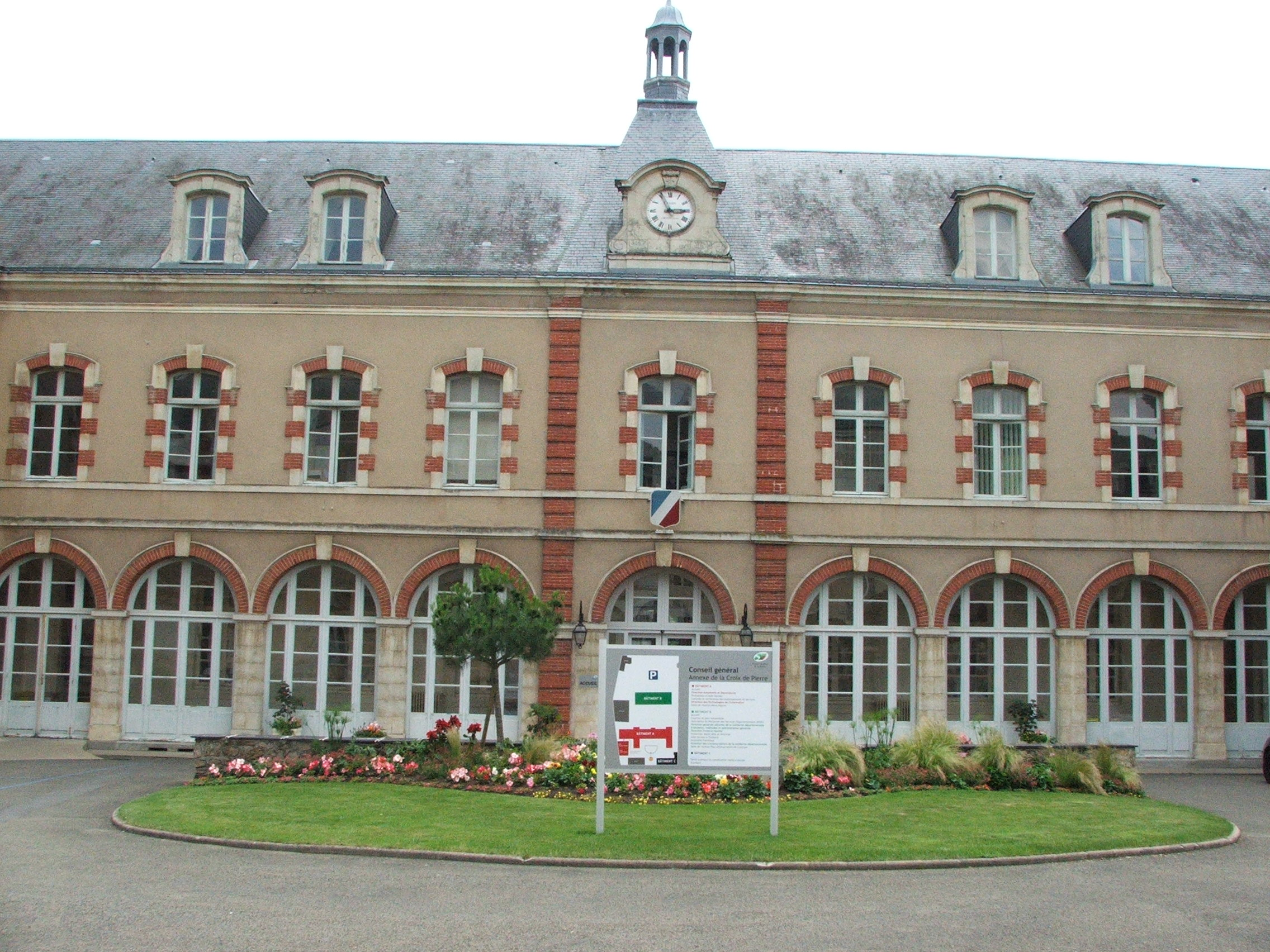
Ancienne école normale du Mans

L'école normale de garçons voit le jour en 1860 le long de l'ancienne route de Paris, en contrebas de l'abbaye Saint-Vincent. Le quartier de Bellevue est alors en pleine urbanisation, tout comme son voisin qui n'était pas encore rejoint, le quartier Saint-Croix. Il s'agit à l'époque de l'extrémité est de la ville. Les façades de l'édifice sont relativement sobres avec des bandeaux et des corniches en pierre, des chaînes d'angle en brique. L'architecture est à mi-chemin entre celle des bâtiments monastiques et celle des casernes du Second Empire comme on peut les voir dans la ville. L'école normale est aujourd'hui devenue un bâtiment du conseil général de la Sarthe. La cloche du monastère, située au centre de la cour d'honneur, fut remplacée par une horloge.

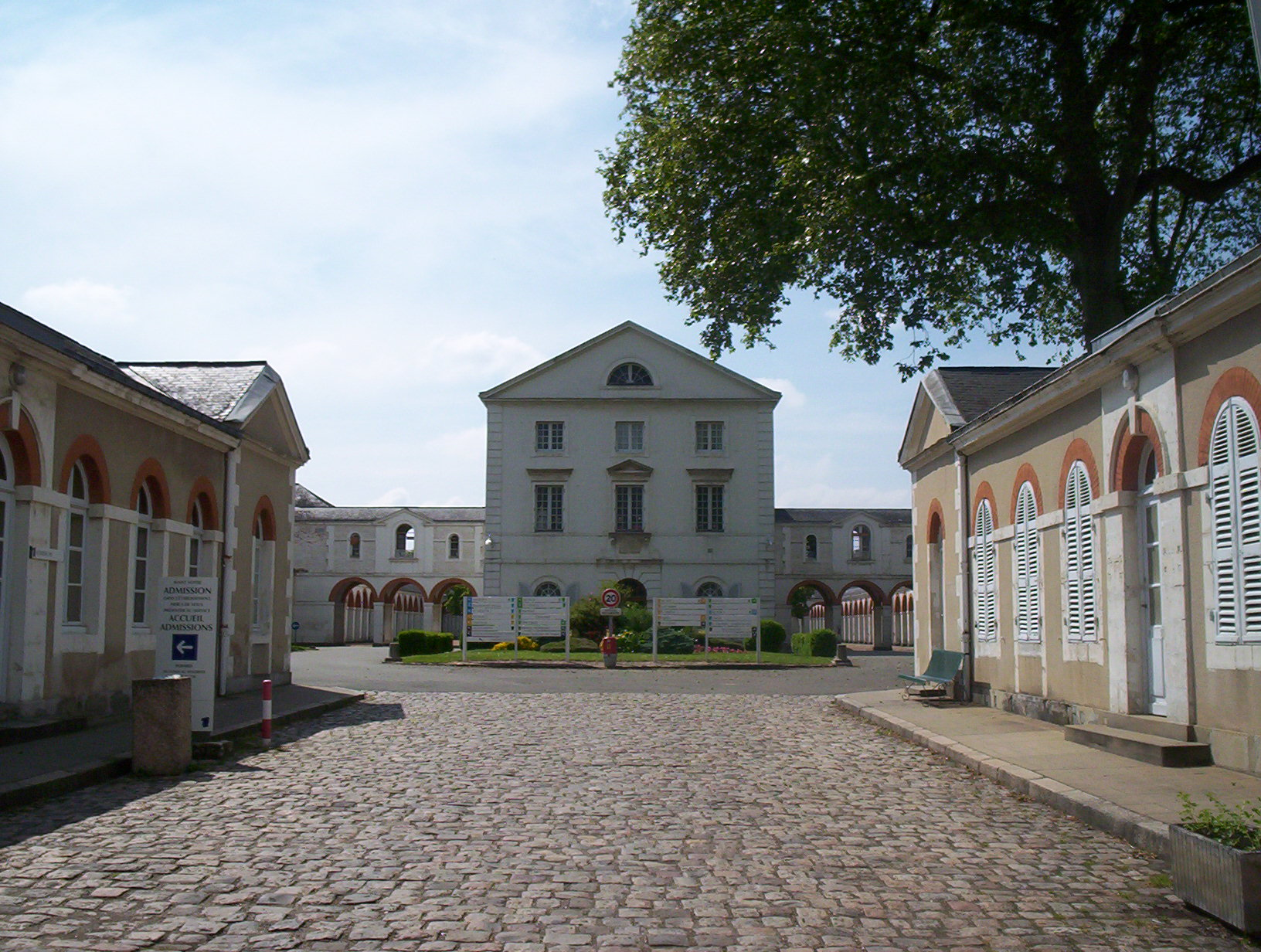
L'hôpital spécialisé du Mans ou hôpital Etoc-Demazy

La Bourse du Mans prendra plus de vingt ans à être entièrement achevée. Commencée en 1866, elle ne sera terminée qu'en 1890. Créée sur les plans d'un certain Lafon, elle est ornée de sculptures de l'artiste manceau Filleul. La bourse est située sur le côté sud de la place de la République. Malgré la relative esthétique et la taille imposante du bâtiment, il demeure encastré dans l'immeuble voisin. Les locaux sont aujourd'hui occupés par la chambre de commerce et d'industrie de la Sarthe. En face de la bourse, en parallèle du boulevard René-Levasseur, se trouve l'hôtel des Postes du Mans. Ce dernier ne possède aucune architecture particulière. Mais, un buste de Claude Chappe, enfant du pays, trône au-dessus de l'entrée principale. Il fut réalisé par Filleul au début de l'année 1891.
L'hôtel Singher, situé dans le  quartier Chanzy fut construit par l'architecte Caron. Il fut installé sur l'emplacement de l'ancien grand cimetière du Mans. Ses plans furent conçus à l'origine par Jérémie Singher et la société des Mutuelles du Mans. Il incarne la nouvelle population bourgeoise s'installant aux Jacobins dans la seconde moitié du XIXe siècle, loin des Mancelles d'habitation poussant littéralement dans le quartier Gare Nord. L'hôtel est une imitation de style Louis XI et fut pendant longtemps l'un des sièges de la firme MMA. Au XXe siècle il devint pendant un temps le siège du consulat de Belgique au Mans.
L'hôtel Mauboussin est particulièrement connu aujourd'hui pour abriter les locaux de la Banque de France, d'où son appellation d'hôtel de la Banque de France. L'hôtel tient son nom original du notaire qui le fit construire en 1835. La précédente demeure présente ici appartenait à un parent de l'impératrice Eugénie : Philibert de Tascher, maire et député de la ville de 1813 à 1816. Dès le 17 juin 1846, l'hôtel devient succursale de la Banque de France. Le maire de la ville, Trotté de la Roche, en devient directement directeur. Autrefois, le couvent des Ursulines occupait le terrain de l'actuel hôtel. La légende mancelle veut que les religieuses aient caché un trésor avant la chute de l'édifice, à la révolution. Des souterrains menant vers la vieille ville se situent sous l'hôtel. Le souterrain de l'étoile ou souterrain de la lune, passant sous la cour de l'hôtel et sous la place de l'Étoile (aujourd'hui place Lionel-Lecouteux) a lui, été mis au jour. À ce jour, aucun trésor n'a été retrouvé.
L'hôtel de la caisse d'Épargne est situé en face de la préfecture, à la jointure du quartier Gare Nord et du quartier Saint-Nicolas sur le boulevard Levasseur. L'établissement fut commencé en 1888, puis achevé et inauguré en 1907. Ce bâtiment est le symbole de la puissance économique du centre-ville en fin de XIXe siècle. De nombreuses sculptures de qualité ornent l'édifice parmi lesquels des représentations de dieux grecs comme le travail et la richesse. Au-dessus de l'entrée principale, un grand médaillon représente Hermès, dieu grec des commerçants. Après la création du bâtiment, c'est un vieux rêve manceau qui disparait : celui de relier directement la place des Jacobins à la gare. La caisse d'épargne se situe juste au centre d'une grande ligne droite reliant les deux points désignés. De fines feuilles d'or ornent les grilles extérieures du bâtiment. Le bâtiment fut entièrement refait durant l'année 2008-2009 afin d'accueillir une galerie commerciale, le groupe Caisse d'épargne ayant quitté l'édifice au début de l'année.

## Architecture contemporaine

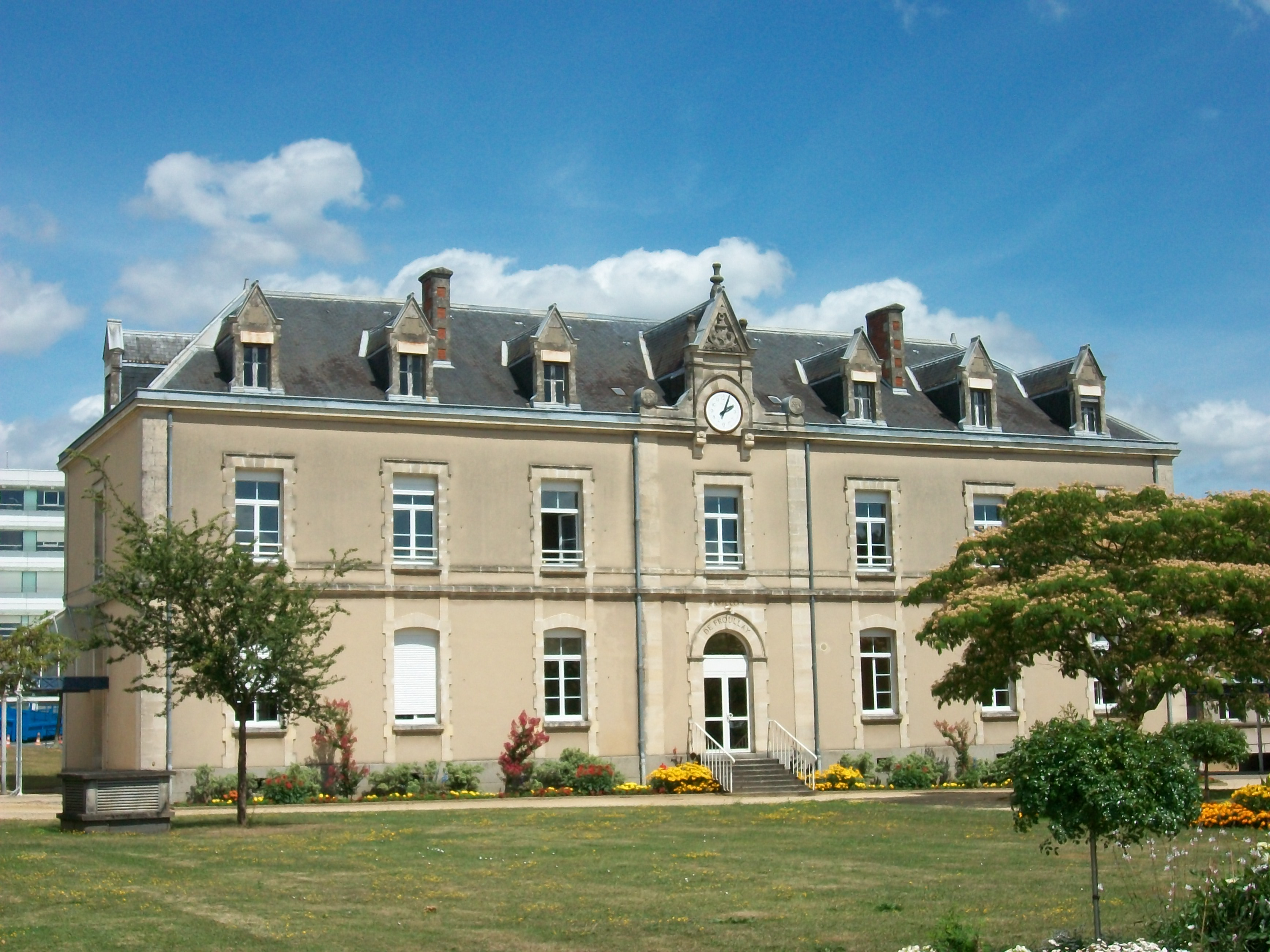
Hôtel particulier du centre hospitalier Le Mans Nord.

Le bâtiment du Crédit Lyonnais fut bâti en 1900. Il s'agit de la première grande réalisation du XXe siècle dans la ville. Le bâtiment fait une sorte d'écho à la Bourse de commerce, située de l'autre côté de la place de la république. La composition n'est pas classique puisque la façade est composée de deux colonnes à chapiteaux corinthiens de chaque côté de l'entrée principale. L'ornement est emprunté à des styles des XVIIe et XVIIIe siècles. Le Crédit lyonnais s'approche ainsi du style des banques parisiennes de la deuxième partie du XXe siècle.

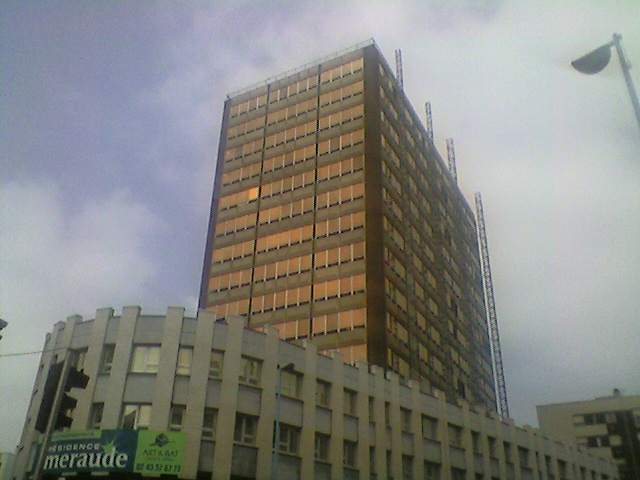
La tour Émeraude.

La chambre des métiers est située sur la place Lecouteux. Cette place possède un tracé circulaire hérité de l'urbanisme post-révolutionnaire. Face à ce bâtiment, on trouve le bâtiment de la Banque de France. L'hôtel fut bâti dans des matériaux riches : de la pierre et du fer forgé notamment. Le bâtiment illustre le goût des riches Manceaux de la fin du XIXe siècle. Il est composé de joints creusés dans le soubassement en pierre. La composition est articulée autour de deux tours à couverture en dôme. Les proportions assez limitées, notamment pour les balcons, sont typiques de cette période. L'hôtel est achevé en 1906 sous la responsabilité de l'architecte Grunier.
Le lycée Berthelot est inauguré en 1907, le même jour que la caisse d'épargne et la nouvelle usine des eaux. Il est à la base un collège-lycée de jeunes filles, les garçons étant majoritairement au lycée Montesquieu. Il est créé dans la veine qui est celle de la Troisième République : permettre des efforts de scolarisation pour les jeunes filles et les former à des métiers dont la France à besoin. Le bâtiment possède une architecture assez monumentale. Imposant par son étalement, il est d'un classicisme d'une grande rigueur. Très peu d'ornementations ont été ajoutées par l'architecte chargé du projet, M. Durand.
Le renouveau de la ville est marqué par de nombreuses infrastructures construites entre 1980 et 1995. Le meilleur exemple reste la salle polyvalente Antarès, en blanc immaculé et arrondie en forme de soucoupe volante. Le palais des congrès, construit à la fin des années 1980 est au même titre que la médiathèque Louis-Aragon, un monument contemporain imposant. Tous deux dominent la Sarthe à quelques centaines de mètres du centre-ville.
L'hôpital Nord est lui, un exemple de la mixité architecturale opérée dans la ville. Alors que son bâtiment principal est un ancien hôtel particulier, les locaux l'entourant ont été reconstruits dans les années 1970. La construction d'un pôle femme-enfant illustre cette rencontre de différentes générations d'architecture. La cité judiciaire, construite au cours des années 1990, forme un bâtiment imposant à nombreux étages et à vitres réfléchissantes, tout comme le centre Jacobins. En face, la cathédrale lui oppose son histoire et son architecture gothique.
La tour Émeraude a longtemps été le symbole de l'assureur MMA dans la ville du Mans. Créée en 1975, haute de 55 mètres et de 16 étages, cette tour est la plus haute du centre-ville. Elle comporta longtemps une architecture spécifique du fait de ses fenêtres à couleur roses-orangée. Aujourd'hui, la tour est réaménagée et son habillage est refait afin qu'elle abrite une luxueuse résidence avec des appartements du T2 au T5.
L'immeuble Le Couteur est une HLM située sur la rive gauche, en face du port du Mans. Son architecte est Jean Le Couteur, élève de Le Corbusier. Cette HLM date de 1954. La barre HLM est considérée comme avant-gardiste, car illustrant une vision quasi uniquement fonctionnelle de l'architecture. À l'époque de la création de l'immeuble, le Vieux-Mans était entièrement insalubre, or la démographie de la ville était galopante. C'est également l'époque de la création de la ZUP d'Allonnes, et l'architecte a tenté d'allier fonctionnalité et plaisir. Ainsi les chambres et les salles de séjour sont toutes orientées vers la Sarthe pour offrir une vue agréable. L'architecte a également souhaité créer quelque chose de novateur et de résolument différent face au Vieux-Mans qui est situé non loin à l'est. Le Corbusier, lui, s'attellera à réfléchir au village coopératif, au nord de la Sarthe, à Piacé. Projet entamé en 1934, il ne verra jamais le jour.

## Voirie

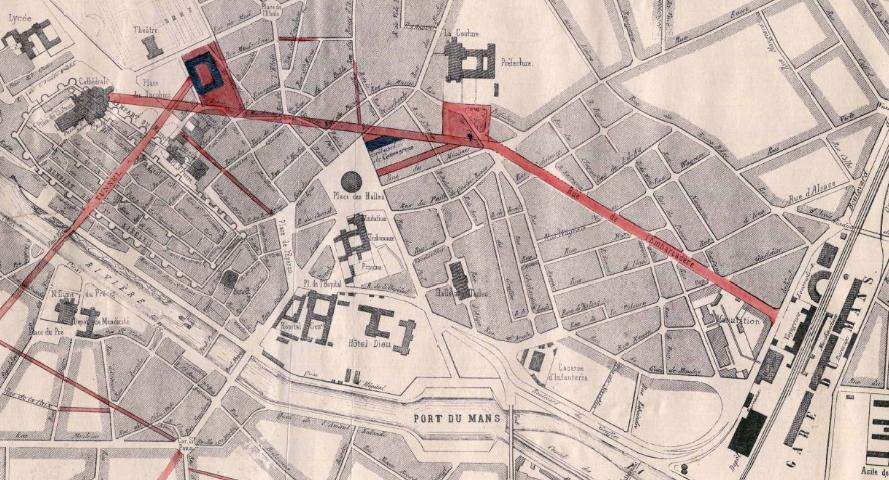
Plan original de la Percée centrale, 1878

La percée centrale est un projet dont l'idée a germé dès 1854 lors de l'arrivée du chemin de fer. Durant des générations, les maires tenteront de faire se rejoindre la place des Jacobins à la gare nord. Le projet sera relancé en 1935 avant d'être abandonné, puis enfin abouti en 1960. Ce projet a été très longtemps décrié. Il s'agissait tout simplement de faire du quartier Saint-Nicolas, un quartier d'affaires, de commerce et de résidence, un lieu de passage majeur. L'architecture des différents bâtiments a ainsi toujours été critiquée depuis la première pierre, posée par Jacques Maury en 1966. Les travaux dureront de 1967 à 1977. C'est ainsi la création de l'avenue du Général-De-Gaulle ou de la Place des Comtes-du-Maine. D'un style très années 1970, un projet de rénovation aspectuel est en marche.
L'arbre magique, œuvre du sculpteur Sarthois Didier Deret en collaboration avec Jean Christophe Bertrand, a été commandée par la municipalité à l'occasion des fêtes hivernales 1999. Grande sculpture d'acier peinte couleur boiserie, elle mesure 12,66 mètres de hauteur, 15 mètres de diamètre et pèse 4,5 tonnes. Il fallut une collaboration entre différents cabinets d'architectes manceaux et nantais ainsi que le concours de l'entreprise Garczynski pour la réalisation du projet. L'arbre fut d'abord installé au cœur de ville, sur la place de la république, pour la fête de Noël 1999. Puis, à la demande de Claude Hervé, président des centres Leclerc du Mans et avec l'accord de Robert Jarry, le monument fut déplacé au giratoire de Bonnétable, en face du centre commercial des Fontenelles, dans le quartier des Maillets. Il est accessible via la sortie des Maillets sur la rocade est.